# Piquín
Piquín är en ort i Spanien.   Den ligger i provinsen Provincia de Lugo och regionen Galicien, i den nordvästra delen av landet, 400 km nordväst om huvudstaden Madrid. Piquín ligger 270 meter över havet och antalet invånare är 795.
Terrängen runt Piquín är huvudsakligen kuperad. Piquín ligger nere i en dal. Runt Piquín är det glesbefolkat, med 10 invånare per kvadratkilometer. Närmaste större samhälle är Outeiro, 7,4 km väster om Piquín. I omgivningarna runt Piquín växer i huvudsak blandskog.